# 스텝 업: 올 인
《스텝 업: 올 인》(영어: Step Up All In)은 2014년 공개된 미국의 춤 영화이다. 《스텝 업 4》(2012)의 속편이며, 스텝 업 시리즈 다섯 번째 작품이다.

## 출연
- 라이언 구즈먼
- 브리아나 에비긴
- 애덤 G. 서바니
- 앨리슨 스토너
- 미샤 게이브리얼
- 이자벨라 미코
- 스티븐 "트위치" 보스
- 채드 "매드 채드" 스미스
- 패리스 고벌
- 데이비드 "키드 데이비드" 슈라이브먼
- 고다 마리
- 크리스토퍼 스콧
- 루이스 로사도
- 마르틴 롬바르드
- 파쿤도 롬바르드
- 캐린 코너벌

## 기타 제작진
- 배역: 하이키 브랜드스태터, 리처드 멘토
- 미술: 데버라 허버트
- 의상: 안소연
- 헤어: 데니스 로든
- 제작 관리: 크리스 포스
- 음향 편집 감독: 오딘 베니테즈
- 조감독: 리처드 카원